# Liushun, Yunnan
Liushun (kinesiska: 翠云乡) är en sockenhuvudort i Kina. Den ligger i provinsen Yunnan, i den sydvästra delen av landet, omkring 340 kilometer sydväst om provinshuvudstaden Kunming. Antalet invånare är 12 712. Befolkningen består av 5 859 kvinnor och 6 853 män. Barn under 15 år utgör 20,0 %, vuxna 15-64 år 72 %, och äldre över 65 år 6,0 %.
Runt Liushun är det ganska tätbefolkat, med 67 invånare per kvadratkilometer. Det finns inga andra samhällen i närheten. I omgivningarna runt Liushun växer i huvudsak städsegrön lövskog.
Genomsnittlig årsnederbörd är 1 704 millimeter. Den regnigaste månaden är juli, med i genomsnitt 467 mm nederbörd, och den torraste är februari, med 7 mm nederbörd.